# Chalandritsa
Chalandritsa (en griego: Χαλανδρίτσα) es una ciudad y comunidad en Acaya, Grecia Occidental, Grecia. Desde la reforma del gobierno local de 2011 es parte del municipio de Erimanto, del cual es sede de la administración. Chalandritsa está situada en las colinas al norte del río Peiros, a 17 kilómetros al sur de Patras. La comunidad se compone de los asentamientos de Chalandritsa, Mastoraiika-Stamaiika y Kydonies. Desde 1835 hasta 1912, y nuevamente desde 1998 hasta 2011 fue un distrito municipal y la sede del municipio de Farres. Chalandritsa se encuentra en el borde de una falla sísmica, que causó un pequeño terremoto en febrero de 2008.

## Etimología
Según François Pouqueville el nombre «Chalandritsa» deriva de «Χαλασμένη Τριταία» («Tritea dañada»), que significa clima malo. Triantafyllou sugiere que se trata o bien de la cercana ciudad de Chalampreza que fue abandonada en el siglo XIX, o de la palabra bizantina Chalandra. Otros nombres para la ciudad son: Kalampreza, Chalantritza y Chalaoyritza. El historiador Stefanos Thomopoulos escribió que fue nombrada así porque durante el dominio bizantino el famoso bandido Andritsos fue asesinado ahí («Χάλασμα του Ανδρίτσου» = «fracción de Andritsos»).

## Historia

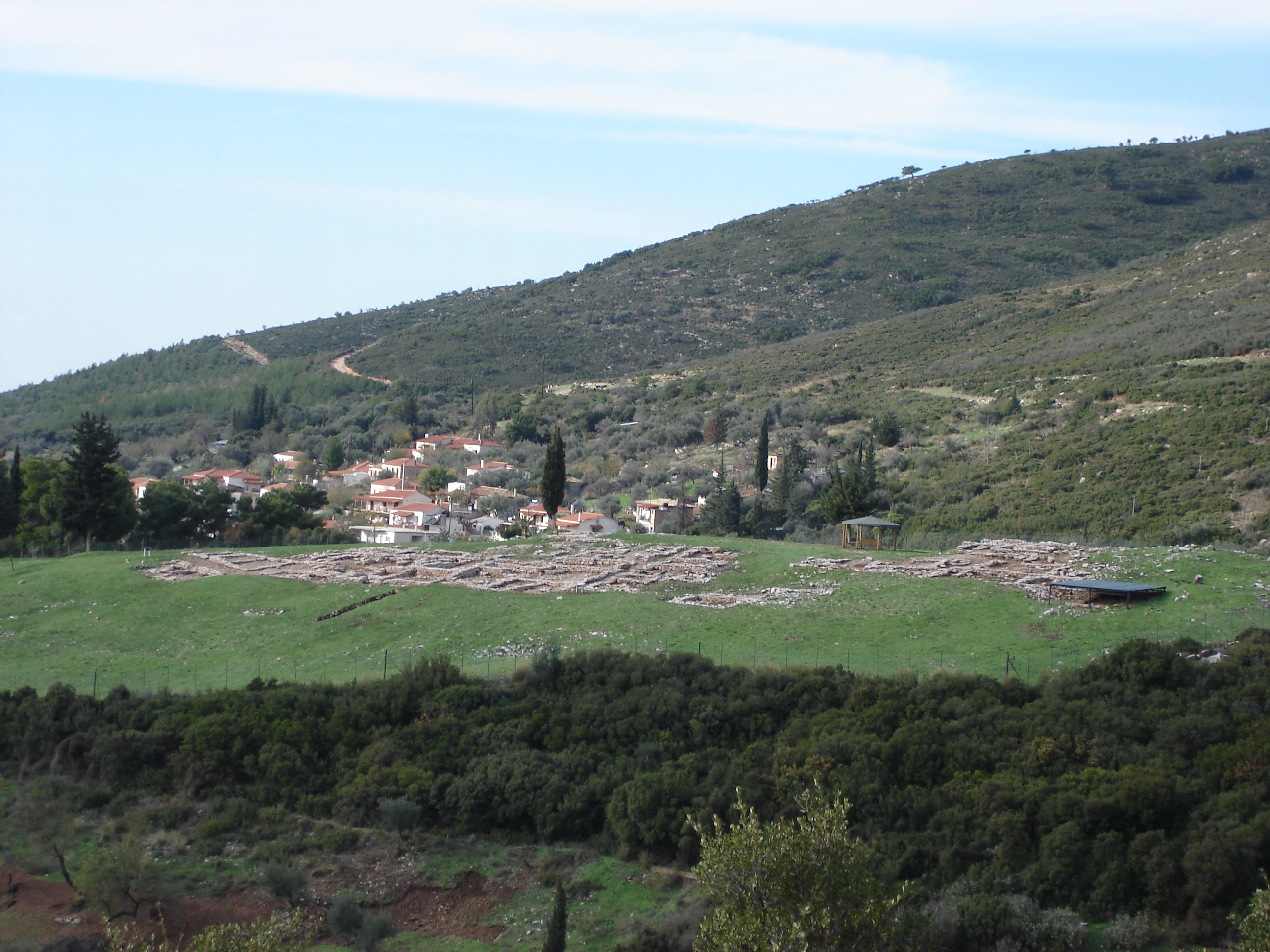
Asentamiento micénico cerca de Chalandritsa.

Chalandritsa estuvo poblada desde la era paleolítica. Cerca de la localidad de Stavros, durante las excavaciones para el centro de salud, se han encontrado los restos de un asentamiento prehistórico. Las casas fueron encontradas alrededor del borde de la colina y se asume que hubo un edificio público o templo en el centro. También se ha encontrado cerca un cementerio micénico. El nombre de este asentamiento es desconocido. Se han encontrado herramientas de cerámica y de piedra que datan del siglo XI a. C.
Durante el dominio de los francos (siglos XIII-XIV) Chalandritsa fue inicialmente parte de la Baronía de Patras, de la cual se separó para formar la Baronía de Chalandritsa. La baronía fue gobernada por la familia francesa Dramelay (o Trémolay) y luego por la familia genovesa Zaccaria. El nombre francés, que se conserva en la Crónica de Morea, fue Calandrice. Chalandritsa siguió el destino del resto de Acaya, ya que fue conquistada por el Despotado bizantino de Morea en 1429, y después por el Imperio otomano en 1460. Durante la guerra de Independencia de Grecia, el 26 de febrero de 1822, la ciudad fue saqueada y quemada por 2.000 turcos. En julio de 1943, durante la Segunda Guerra Mundial, el ejército italiano ocupante abrió fuego contra Chalandritsa en represalia por un ataque partisano. Durante la guerra civil griega, en 1948, Chalandritsa fue escenario de intensos combates entre las fuerzas gubernamentales y rebeldes.

## Atracciones
- El Arte Popular y el Museo de Historia local.
- El asentamiento micénico y el cementerio micénico en Agios Vasileios.
- La torre de los francos.
- Las iglesias bizantinas de San Atanasio y la Dormición de la Virgen.
- Los molinos de agua y manantiales.

## Deporte
El club de fútbol local es el Doxa Chalandritsa.